# Padniewko

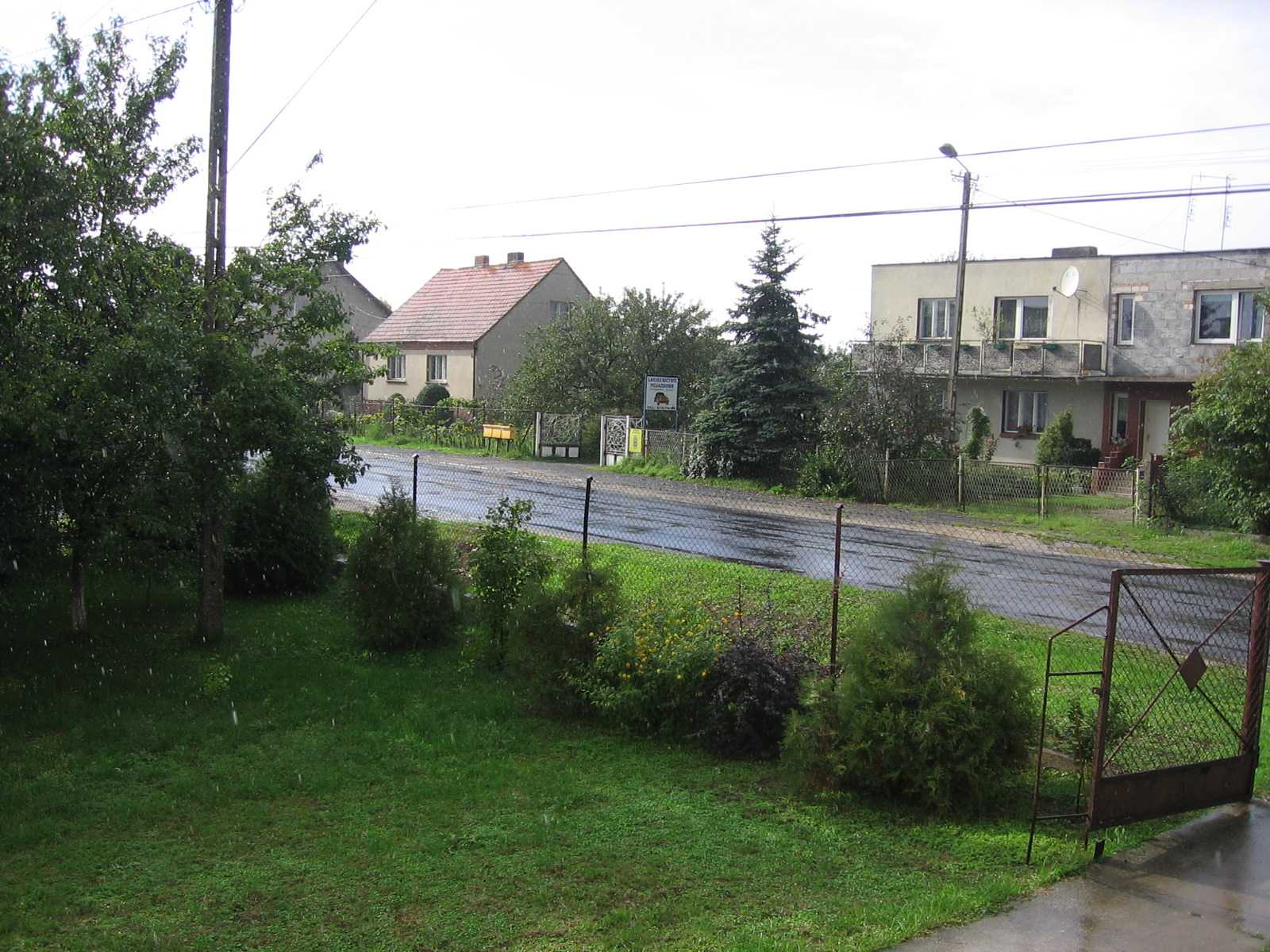
Padniewko.

Padniewko es una villa polaca en la voivodía de Cuyavia y Pomerania, en el powiat de Mogilno, en el municipio de Mogilno. Al este limita con Mogilno. Padniewko es la sede del sołectwo Padniewko, en el que hay también tres otras villas: Babà, Kopczyn y Szerzawy. La superficie de Padniewko es 4,93 km² y la población en 2006 - 399.
Desde 1975 hasta 1998 Padniewko perteneció administrativamente al voivodato de Bydgoszcz.